# Kaddisch für ein nicht geborenes Kind

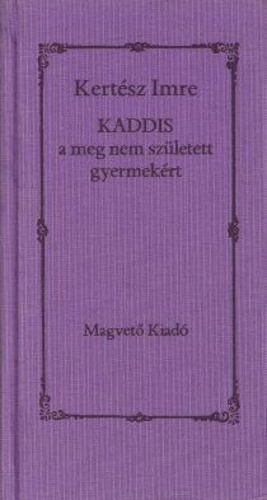
Titelseite der Originalausgabe von Kaddis a meg nem született gyermekért (1990)

Der Roman „Kaddisch für ein nicht geborenes Kind“ (Kaddis a meg nem született gyermekért) wurde von Imre Kertész im Jahre 1990 geschrieben. Die deutsche Übersetzung von György Buda erschien 1992 im Rowohlt Verlag (ISBN 3-87134-053-7). Der Roman bildet mit den Werken Roman eines Schicksallosen, Fiasko und Liquidation den dritten Teil der „Tetralogie der Schicksallosigkeit“ des Autors. Im Rahmen einer Veranstaltung zum Tag des Gedenkens an die Opfer des Nationalsozialismus las Kertész aus dem Roman am 29. Januar 2007 vor dem Deutschen Bundestag.

## Inhalt
Der Erzähler ist ein erwachsener Mann, der als Kind ins KZ in Auschwitz gebracht wurde und den Holocaust überlebte. Die Erinnerungen an diese Geschehnisse bestimmen sein Leben völlig. Seine Ehe ging kaputt, weil er sich weigerte, Kinder zu zeugen. Der Protagonist bezeichnet seine Kindheit als eine grausame Zeit. Weil er nachher nach Auschwitz kam, möchte er seinem Kind ein solches Schicksal ersparen. Sein Kind könnte ein hervorragender Fußballspieler bzw. ein bekannter Schriftsteller werden, aber er könnte auch, so wie sein Vater, auf dem Appellplatz stehen.
Das ganze Buch ist ein Monolog des Erzählers, der diesen Monolog aus innerem Zwang führt. Immer wieder kehren grausame Erinnerungen zurück. Der Zwang für den Erzähler zum Nachdenken wird zur vernichtenden Sucht, die sich stets vergrößert und den Protagonisten quält. Er analysiert sein Leben und erinnert sich an Auschwitz. Eine Erinnerung ruft eine andere hervor.
Seine Erlebnisse in Auschwitz haben den Erzähler zu der Auffassung gebracht, dass die menschliche Existenz unwichtig ist, also auch sein Leben keine Bedeutung hat. Der Erzähler ist der Ansicht, dass der Holocaust seine Wurzeln in der europäischen Kultur hat und dass diese Wurzeln längst vor dem Zweiten Weltkrieg entstanden sind. Das Böse, das den Holocaust verursacht hat, gehört für ihn zur menschlichen Natur. Zwischenmenschliche Beziehungen funktionieren demzufolge nach despotischen Prinzipien, immer gibt es einen Machthaber und einen Untertan. Als Grundlage nennt der Erzähler das KZ und folgert daraus, dass das Leben vor, während und nach dem Krieg das gleiche Schema habe wie das Leben im Konzentrationslager. Egal ob in Auschwitz oder nach dem Zweiten Weltkrieg, für ihn erstreben die Menschen lediglich das Überleben. Das Ziel des Lebens sei jedoch der Tod, und somit streben die Menschen letztlich nach dem Tod. Die Arbeit hilft dem Erzähler am Leben zu bleiben und somit auch, sich dem Tode zu nähern.
Der Protagonist ist überzeugt, dass er in Auschwitz ums Leben kommen sollte und nur aus Zufall überlebt hat. In Auschwitz begann er, sein Grab auszuheben, das Kriegsende hat ihn lediglich unterbrochen. In Auschwitz hielt sein Dasein an, jetzt ist seine Existenz sozusagen nur ein halbes Leben. Körperlich ist er zwar da, aber sein Geist und seine Gedanken sind in Auschwitz geblieben. Der Erzähler ist ein Sklave der eigenen Vergangenheit. Egal worüber er nachdenkt, seine Gedanken lenken ihn immer auf das Trauma von Auschwitz.
„Kaddisch für ein nicht geborenes Kind“ unterscheidet sich von anderen Büchern über den Holocaust, weil es nicht direkt von der Shoah handelt. Die Handlung spielt nicht im KZ, sondern viele Jahre danach. Den Holocaust lernen wir in diesem Buch aus seinen Folgen kennen, aus den Auswirkungen auf das Leben der Überlebenden.
Der Protagonist kann und will sich nicht an die sozialen Normen anpassen. Er lässt sich trauen, um festzustellen, dass er in einer Ehe nicht leben kann. Er lebt, um seine Meinung zu bestätigen, dass er nicht leben kann. Die traumatischen Erinnerungen beeinflussen alle Sphären seines Lebens. Er ist nicht in der Lage in einer Familie zu leben, weil er sich nur Gedanken über sein eigenes Schicksal macht. Die Vaterschaft vergleicht er mit totalitärer Machtausübung. Die wenigen Erinnerungen aus seiner Kindheit deuten darauf hin, dass sein Vater despotisch war. Deshalb sieht er keinen Unterschied zwischen der Beziehung Vater-Sohn und Täter-Opfer. Der Protagonist trifft die Entscheidung, kein Kind zu haben, um es vor Leiden zu bewahren. „Kaddisch für ein nicht geborenes Kind“ ist ein Totengebet für das Kind, das er nicht gezeugt hat.
Die Spuren des Holocausts beeinflussen das Leben aller Juden, auch der Holocaust-Nachfolgegeneration. Sie wirken wie ein Gift auf den Erzähler. Die Erinnerung an Auschwitz führt zu seiner psychischen Zerstörung. Der Holocaust, der in seinem Kopf und in dem ganzen Buch lebendig ist, verhindert ein normales Leben des Erzählers.
Die Erzählweise des Buches ist ziemlich chaotisch. Einige Sätze, Abschnitte und Worte werden wiederholt. Der Monolog erinnert an eine Beichte bzw. eine Klage. „Kaddisch für ein nicht geborenes Kind“ ist eine sehr ernsthafte, oft auch nervöse Beichte, an der der Leser teilnimmt und gleichzeitig den seelischen Qualen des Erzählers ausgesetzt wird.